# Will Barton
Pour les articles homonymes, voir Barton.
William Denard "Will" Barton III, né le 6 janvier 1991 à Baltimore dans le Maryland aux États-Unis, est un joueur américain de basket-ball évoluant au poste d'arrière voire d'ailier.

## Biographie

### Carrière universitaire
Entre 2010 et 2012, il joue pour les Tigers de Memphis.

### Carrière professionnelle

#### Trail Blazers de Portland (2012-2015)
Le 28 juin 2012, il est choisi en quarantième position de la draft 2012 de la NBA par les Trail Blazers de Portland.
Le 25 juillet 2014, il est conservé par les Trail Blazers pour une saison supplémentaire.

#### Nuggets de Denver (2015-2022)
Le 19 février 2015, il est transféré, avec Thomas Robinson, Víctor Claver, un futur premier tour de draft protégé et un second tour de draft, aux Nuggets de Denver contre Arron Afflalo et Alonzo Gee.
Le 11 juillet 2015, il prolonge aux Nuggets pour trois ans et dix millions de dollars.

#### Wizards de Washington (2022-février 2023)
Fin juin 2022, il est échangé vers les Wizards de Washington avec Monté Morris contre Kentavious Caldwell-Pope et Ish Smith. Il négocie son départ de la franchise durant le mois de février 2023.

#### Raptors de Toronto (février-avril 2023)
Fin février 2023, il signe avec les Raptors de Toronto pour la fin de saison,.

#### Après la NBA
Barton évolue ensuite dans divers championnats sans rester (il joue trois rencontres avec le Fundación CB Granada (en), un club espagnol de première division, puis à Porto Rico et en Chine). En avril 2025, il annonce prendre sa retraite sportive.

## Clubs successifs
- 2010-2012 :  Tigers de Memphis (NCAA)
- 2012-février 2015 :  Trail Blazers de Portland (NBA)
- février 2015-2022 :  Nuggets de Denver (NBA)
- 2022-février 2023 :  Wizards de Washington (NBA)
- février-avril 2023 :  Raptors de Toronto (NBA)

## Palmarès
- 2012 : Joueur de l'année de la Conference USA.

## Statistiques

### Universitaires
Les statistiques de Will Barton en matchs universitaires sont les suivantes :
| Saison    | Équipe  | Matchs | Titul. | Min./m | % Tir  | % 3pts | % LF   | Rbds/m. | Pass/m. | Int/m. | Ctr/m. | Pts/m. |
| --------- | ------- | ------ | ------ | ------ | ------ | ------ | ------ | ------- | ------- | ------ | ------ | ------ |
| 2010-2011 | Memphis | 35     | 25     | 30,6   | 42,8   | 26,5   | 69,9   | 4,94    | 2,83    | 1,54   | 0,49   | 12,31  |
| 2011-2012 | Memphis | 35     | 31     | 35,3   | 50,9   | 34,6   | 74,9   | 7,97    | 2,91    | 1,43   | 0,71   | 18,03  |
| Total     | Total   | 70     | 56     | 32,9   | 47,1 % | 29,9 % | 73,3 % | 6,46    | 2,87    | 1,49   | 0,60   | 15,17  |

### Professionnelles

#### Saison régulière
Les statistiques de Will Barton en match de saison régulière sont les suivantes :
| Saison    | Équipe   | Matchs | Titul. | Min./m | % Tir | % 3pts | % LF | Rbds/m. | Pass/m. | Int/m. | Ctr/m. | Pts/m. |
| --------- | -------- | ------ | ------ | ------ | ----- | ------ | ---- | ------- | ------- | ------ | ------ | ------ |
| 2012-2013 | Portland | 73     | 5      | 12,2   | 38,2  | 13,8   | 76,9 | 1,99    | 0,79    | 0,47   | 0,12   | 4,04   |
| 2013-2014 | Portland | 41     | 0      | 9,4    | 41,7  | 30,3   | 81,3 | 1,80    | 0,80    | 0,22   | 0,17   | 4,05   |
| 2014-2015 | Portland | 30     | 0      | 10,0   | 38,0  | 22,2   | 66,7 | 1,13    | 0,90    | 0,47   | 0,13   | 3,00   |
| 2014-2015 | Denver   | 28     | 0      | 24,4   | 44,3  | 28,4   | 81,0 | 4,57    | 1,93    | 1,21   | 0,54   | 10,96  |
| 2015-2016 | Denver   | 82     | 1      | 28,7   | 43,2  | 34,5   | 80,6 | 5,80    | 2,50    | 0,90   | 0,50   | 14,40  |
| 2016-2017 | Denver   | 60     | 19     | 28,4   | 44,3  | 37,0   | 75,3 | 4,32    | 3,43    | 0,80   | 0,47   | 13,67  |
| 2017-2018 | Denver   | 81     | 40     | 33,1   | 45,2  | 37,0   | 80,5 | 5,05    | 4,09    | 1,01   | 0,64   | 15,65  |
| 2018-2019 | Denver   | 43     | 38     | 27,7   | 40,2  | 34,2   | 77,0 | 4,63    | 2,88    | 0,42   | 0,51   | 11,49  |
| 2019-2020 | Denver   | 58     | 58     | 33,0   | 45,0  | 37,5   | 76,7 | 6,29    | 3,66    | 1,05   | 0,50   | 15,07  |
| 2020-2021 | Denver   | 56     | 52     | 31,0   | 42,6  | 38,1   | 78,5 | 4,04    | 3,23    | 0,89   | 0,41   | 12,70  |
| 2021-2022 | Denver   | 71     | 71     | 32,1   | 43,8  | 36,5   | 80,3 | 4,79    | 3,89    | 0,77   | 0,44   | 14,69  |
| Total     | Total    | 623    | 284    | 25,9   | 43,3  | 35,4   | 78,7 | 4,26    | 2,74    | 0,76   | 0,42   | 11,63  |

#### En playoffs
Les statistiques de Will Barton en match de playoffs sont les suivantes 
| Saison | Équipe   | Matchs | Titul. | Min./m | % Tir | % 3pts | % LF  | Rbds/m. | Pass/m. | Int/m. | Ctr/m. | Pts/m. |
| ------ | -------- | ------ | ------ | ------ | ----- | ------ | ----- | ------- | ------- | ------ | ------ | ------ |
| 2014   | Portland | 7      | 0      | 11,6   | 50,0  | 54,5   | 83,3  | 1,86    | 0,43    | 0,14   | 0,29   | 6,43   |
| 2019   | Denver   | 14     | 3      | 23,4   | 34,8  | 27,3   | 69,2  | 4,79    | 1,71    | 0,29   | 0,64   | 9,07   |
| 2021   | Denver   | 3      | 1      | 27,7   | 44,2  | 33,3   | 100,0 | 4,30    | 2,70    | 0,70   | 0,30   | 16,30  |
| 2022   | Denver   | 5      | 5      | 34,4   | 40,9  | 39,3   | 66,7  | 5,60    | 2,80    | 0,80   | 0,20   | 13,80  |
| Total  | Total    | 29     | 9      | 22,9   | 39,6  | 33,9   | 73,8  | 4,10    | 1,70    | 0,40   | 0,40   | 10,00  |

## Records sur une rencontre en NBA
Les records personnels de Will Barton en NBA sont les suivants, :
| Type de statistique        | Saison régulière | Saison régulière            | Saison régulière | Playoffs | Playoffs                    | Playoffs      |
| Type de statistique        | Record           | Adversaire                  | Date             | Record   | Adversaire                  | Date          |
| -------------------------- | ---------------- | --------------------------- | ---------------- | -------- | --------------------------- | ------------- |
| Points                     | 37               | Bulls de Chicago            | 30 novembre 2017 | 25       | Suns de Phoenix             | 13 juin 2021  |
| Paniers marqués            | 13               | Bulls de Chicago            | 30 novembre 2017 | 10       | @ Warriors de Golden State  | 17 avril 2022 |
| Paniers tentés             | 25               | 2 fois                      | 2 fois           | 21       | Suns de Phoenix             | 13 juin 2021  |
| Paniers à 3 points réussis | 7                | 3 fois                      | 3 fois           | 3        | 5 fois                      | 5 fois        |
| Paniers à 3 points tentés  | 11               | 2 fois                      | 2 fois           | 9        | Suns de Phoenix             | 13 juin 2021  |
| Lancers francs réussis     | 11               | @ Trail Blazers de Portland | 23 octobre 2019  | 4        | Suns de Phoenix             | 13 juin 2021  |
| Lancers francs tentés      | 12               | 2 fois                      | 2 fois           | 4        | 5 fois                      | 5 fois        |
| Rebonds offensifs          | 6                | @ Knicks de New York        | 10 février 2017  | 4        | @ Trail Blazers de Portland | 3 mai 2019    |
| Rebonds défensifs          | 12               | @ Warriors de Golden State  | 2 janvier 2016   | 8        | 2 fois                      | 2 fois        |
| Rebonds totaux             | 13               | 4 fois                      | 4 fois           | 11       | Trail Blazers de Portland   | 1er mai 2019  |
| Passes décisives           | 10               | @ Pistons de Détroit        | 12 décembre 2017 | 3        | 6 fois                      | 6 fois        |
| Interceptions              | 5                | @ Spurs de San Antonio      | 30 janvier 2018  | 2        | 2 fois                      | 2 fois        |
| Contres                    | 4                | Lakers de Los Angeles       | 2 décembre 2017  | 3        | @ Trail Blazers de Portland | 3 mai 2019    |
| Balles perdues             | 6                | 2 fois                      | 2 fois           | 3        | 2 fois                      | 2 fois        |
| Minutes jouées             | 50               | @ Warriors de Golden State  | 2 janvier 2016   | 39       | Suns de Phoenix             | 13 juin 2021  |

- Double-double : 26 (dont 2 en playoffs)
- Triple-double : 0

Dernière mise à jour : 19 avril 2022

## Salaires
| Année       | Équipe                    | Salaire      |
| ----------- | ------------------------- | ------------ |
| 2012-2013   | Trail Blazers de Portland | 550 000 $    |
| 2013-2014   | Trail Blazers de Portland | 788 872 $    |
| 2014-2015   | Nuggets de Denver         | 915 243 $    |
| 2015-2016   | Nuggets de Denver         | 3 333 333 $  |
| 2016-2017   | Nuggets de Denver         | 3 533 333 $  |
| 2017-2018   | Nuggets de Denver         | 3 533 333 $  |
| 2018-2019   | Nuggets de Denver         | 11 830 358 $ |
| 2019-2020   | Nuggets de Denver         | 12 776 786 $ |
| 2020-2021   | Nuggets de Denver         | 13 723 214 $ |
| 2021-2022   | Nuggets de Denver         | 15 625 000 $ |
| Total Gains | Total Gains               | 37 444 472 $ |
| 2022-2023   | Wizards de Washington     | 14 375 000 $ |

- italique : option du joueur